# Psilocybe moelleri
Psilocybe moelleriは、シビレタケ属の菌類の一種。
1978年にガストン・グスマンが種を記載した。温帯から亜熱帯を好み、糞生。青変性はない。
日本では、沖縄・石垣島の海岸砂浜の牛糞に発生する。
最も近縁する種はカワリコシワツバタケ。